# ターリク・イブン・ズィヤード

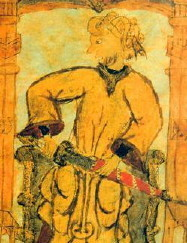
ターリク・イブン・ズィヤード

ターリク・イブン・ズィヤード（アラビア語: طارق ابن زياد, ラテン文字転写: Ṭāriq ibn Ziyād、生年不詳 - 720年）は、イベリア半島を征服したウマイヤ朝の軍人。

## 生涯

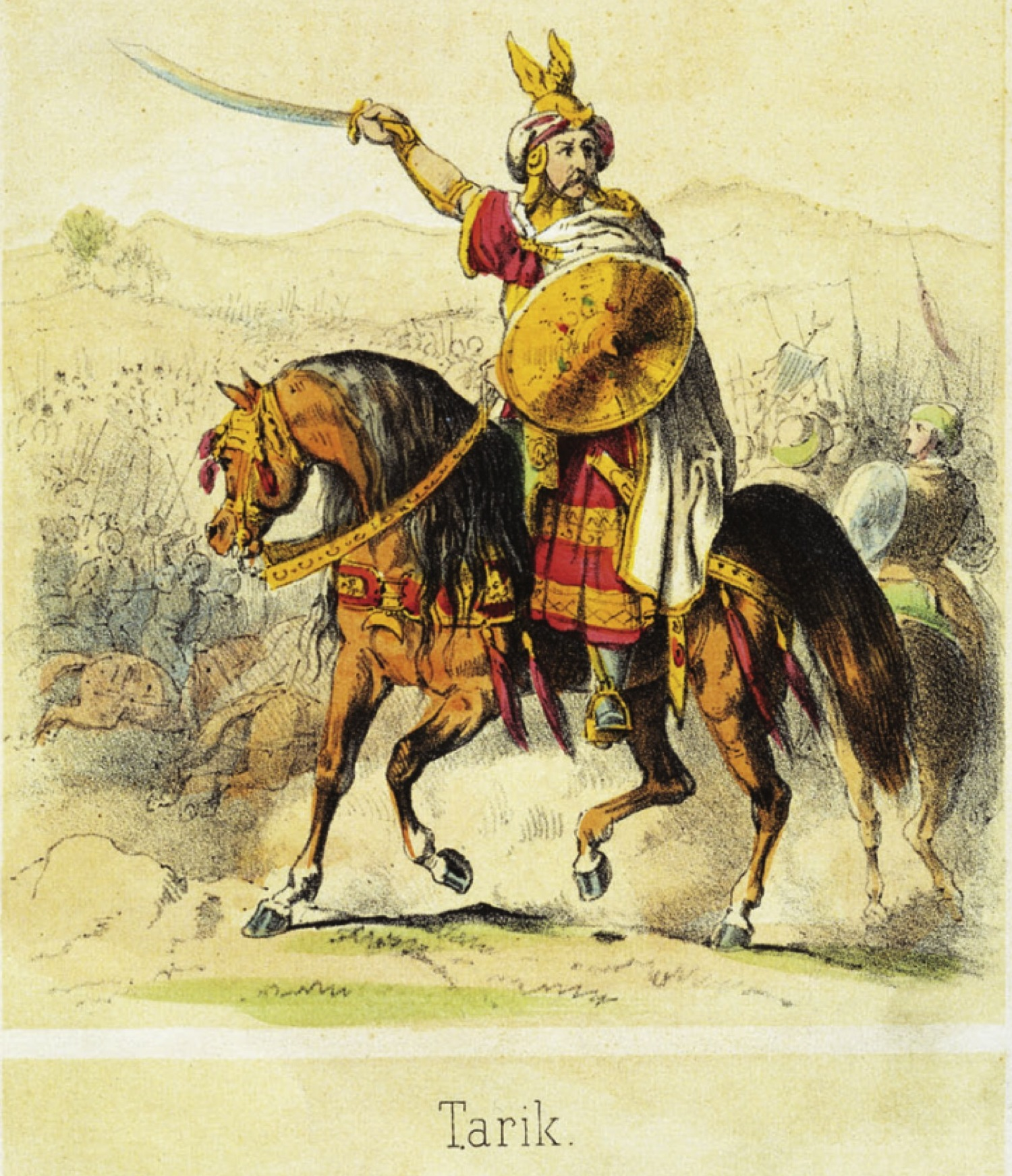
ターリク・イブン・ズィヤード

ターリク・イブン・ズィヤードの前半生はほとんど不明だが、北アフリカのベルベル人とされる。
ターリクはウマイヤ朝のカリフであるワリード1世に仕え、モロッコに駐屯していたが、711年4月29日に北西アフリカのアラブ人太守であるムーサー・イブン・ヌサイル（英語: Musa ibn Nusayr）の命令によりムスリム軍の指揮官としてイベリア半島に上陸した。この上陸地点はアラビア語では彼の名にちなんで、ジャバル・ターリク（ターリクの山、جبل طارق Jabal Ṭāriq）と呼ばれ、スペイン語のジブラルタルの語源となっている。
上陸後、ターリクは船団を燃やし、不退転の覚悟を示したといわれる。7月19日に西ゴート王国の王ロデリックをグアダレーテ河畔の戦いで敗死させ、コルドバ (スペイン)やトレドなどの都市を占領しイベリア半島を征服した。征服後、知事に任命されたが、間もなくダマスカスに召喚され、そこで余生を終えた。